# استف فراست
استف فراست (انگلیسی: Stef Frost؛ زادهٔ ۳ ژوئیهٔ ۱۹۸۹) بازیکن فوتبال اهل بریتانیا است.
از باشگاه‌هایی که در آن بازی کرده‌است می‌توان به باشگاه فوتبال هاکنال تاون، باشگاه فوتبال ماتلوک تاون، باشگاه فوتبال هینور تاون، باشگاه فوتبال گینزبورو ترینیتی، باشگاه فوتبال بوستون یونایتد، و باشگاه فوتبال نوتس کانتی اشاره کرد.